# 1922 en Norvège
Chronologie de la Norvège
- 1918
- 1919
- 1920
- 1921
- 1922
- 1923
- 1924
- 1925
- 1926

Cet article présente les faits marquants de l'année 1922 en Norvège ou relatifs à la Norvège.

## Gouvernance
- Haakon VII est roi de Norvège.
- Otto Blehr dirige le Gouvernement Blehr II .

## Événements
- Le DS Finnmarken est le premier navire à emprunter le canal de Risøy pour accéder au port de Vesterålen[1].
- 5 juillet : création du Passeport Nansen pour les apatrides[2].
- 10 décembre : le prix Nobel de la paix est attribué au Norvégien Fridtjof Nansen[3].

## Sport
- Création de la Vasaloppet est une course annuelle de ski de fond se déroulant en Suède sur un parcours d'environ 90 km entre Sälen, sur le territoire de la commune de Malung-Sälen et Mora avec un style classique obligatoire[4].
- 11 juin, football : la Norvège bat la France 7 à 0 en match amical[5].

## Culture
- 17 décembre : la Fantaisie pour piano et orchestre est jouée en Norvège[6].

## Naissances
- Naissance en Norvège en 1922

## Décès
- Décès en Norvège en 1922